# Abdij van Herrenalb
De Abdij van Herrenalb was een cisterciënzerabdij in Baden-Württemberg.
Na zijn terugkeer van de Tweede Kruistocht stichtte graaf Berthold III van Eberstein met zijn vrouw Uta in 1149 in het huidige Bad Herrenalb een klooster. Het lag aan beek de Alb en werd Alba Dominorum genoemd. Het klooster kreeg bezittingen van de stichters en de markgraaf van Baden, waardoor een groot bezit ontstond.  Herrenalb is een van de weinige kloosters dat al in de middeleeuwen volledig rijksvrij werd. De voogdij over het klooster ging in de dertiende eeuw van de gravan van Eberstein over aan de markgraven van Baden. Na de verlening van de voogdij in 1338 door keizer Lodewijk de Beier aan het graafschap Württemberg ontstond er een langdurige strijd tussen Baden en Württemberg ten koste van de abdij. Rond het jaar 1450 bevond het klooster zich aan het hoogtepunt van zijn macht. Het bezat toen 37 dorpen en had verder in 127 plaatsen bezittingen. In het verloop van een nieuwe voogdijstrijd in 1496/7 verloor de abdij zijn Reichsumittelbare rechten. In het jaar 1525 vinden er onderhandelingen plaats tussen de bisschop en opstandelingen vanwege de Duitse Boerenoorlog. In 1535 voerde hertog Ulrich van Württemberg de Reformatie in en werd het klooster opgeheven. De geestelijken kregen individueel een financiële vergoeding.
Tijdens de Dertigjarige Oorlog werden de gebouwen in 1643 grotendeels door Zweedse troepen vernield. Tegenwoordig zijn de hoektoren (tegenwoordig het raadhuis), de ruïne van de voorhal van de kloosterkerk (in 2010 gerenoveerd), een stenen kloosterschuur en onder meer muurresten te bezichtigen. Ook is er een bewegwijzerde wandelroute met informatiepanelen tussen het klooster en de kloosterruïne van Frauenalb.